# ونیلون
ونیلون (به لاتین: Vanylven) یک سکونتگاه مسکونی در نروژ است که در مور او رومسدال واقع شده‌است.

## خصوصیات
ونیلون ۳۸۵٫۲۳ کیلومترمربع مساحت و ۳٬۳۳۶ نفر جمعیت دارد.